# Berlin-Buckow
Buckow is een stadsdeel van Berlijn, en maakt deel uit van Neukölln. Buckow is in twee stukken verdeeld doordat Gropiusstadt in 2002 een apart stadsdeel werd.

## Geschiedenis
Het dorp werd rond 1230 gesticht en werd voor het eerst vernoemd in 1373. Lange tijd bleef het gebied dunbevolkt. In 1858 woonden er 588 mensen. Rond 1900 kwam er een station en later ook een tramlijn. in 1920 werd het dorp onderdeel van Groot-Berlijn en werd ingedeeld in het district Neukölln. In 1950 werd Buckow gesplitst in twee stadsdelen, die Buckow-West en Buckow-Ost genoemd werden. In 1955 werd het treinverkeer er gestaakt en in 1964 reed ook de laatste tram. Tussen 1962 en 1975 werd de grote woonwijk Gropiusstadt gebouwd, die ook op grondgebied van Britz en Rudow lag.  Nadat de wijk in 2002 een apart stadsdeel werd werden de nu gescheiden delen van Buckow terug één stadsdeel. 
Britz |
Buckow |
Gropiusstadt |
Neukölln |
Rudow